# Airbus Military
Airbus Military SL (Sociedad Limitada) je dceřiná společnost výrobce civilních dopravních letadel Airbus S.A.S. Byla založená za účelem vývoje a výroby vojenského transportního letounu Airbus A400M, který byl předtím vyvíjen sdružením Euroflag.
Společnost byla založena v lednu 1999 jako Airbus Military Company S.A.S. V květnu 2003, před podepsáním kontraktu na výrobu A400M, byla restrukturalizována a přejmenována na Airbus Military SL.

## Akcionáři
- Airbus (dceřiná společnost EADS)
- EADS-CASA
- TAI[zdroj⁠?!]
- FLABEL (Belgie)